# Дрангов лист
„Дрангов лист“ е български вестник, излязъл в София, България, в единствен брой на 27 май 1934 година.
Печата се в печатница „Армейски военно-издателски фонд“ в тираж от 5000 броя. Редактор е Андро Лулчев. Вестникът е паметен лист, посветен на живота и делото на българския офицер от Скопие Борис Дрангов, по повод 17-годишнината от геройската му смърт.